# Waleri Alexandrowitsch Mironenko
Waleri Alexandrowitsch Mironenko (russisch Валерий Александрович Мироненко; * 1. März 1935 in Leningrad; † 26. Januar 2000 in St. Petersburg) war ein russischer Geologe und Hochschullehrer.

## Leben
Mironenko, Sohn Alexander Alexejewitsch Wosnessenskis, besuchte die Leningrader Schule Nr. 181 und wurde 1952 nach Empfang seines Passes als Sohn eines Volksfeindes verhaftet. Nach 4 Monaten Haft im Großen Haus des NKWD wurde er nach Maklakowo für 5 Jahre verbannt, wohin bereits seine Mutter Klawdija Nikolajewna Mironenko (1903–1993) und seine Schwester Irina verbannt worden waren. Nach dem Tod Stalins wurde er 1953 amnestiert und 1954 im Zusammenhang mit der Rehabilitierung seines Vaters rehabilitiert.
1953 begann Mironenko das Studium am Leningrader Bergbau-Institut, das er 1958 abschloss. Daneben studierte er ab 1955 Mathematik und Mechanik an der Universität Leningrad mit Abschluss 1963.
Ab 1958 arbeitete Mironenko im Allunionsforschungsinstitut für Bergbau-Geomechanik und Markscheidewesen (WNIMI). Er entwickelte Methoden zur Berechnung von Entwässerungsstollen und stieg vom Ingenieur zum Laboratoriumsleiter auf. 1963 verteidigte er seine Kandidat-Dissertation und 1967 die Doktor-Dissertation, mit der er zum Doktor der geologisch-mineralogischen Wissenschaften promoviert wurde. Er führte experimentelle Filtrationsunersuchungen durch und entwickelte neuartige Methoden der Geofiltration.
1972–1997 war Mironenko Professor des Lehrstuhls für Hydrogeologie des Leningrader Bergbau-Instituts. Als einer der Ersten in der UdSSR begann er Untersuchungen zum Schutz und zur rationalen Nutzung des Grundwassers. Er entwickelte Methoden zur Computersimulation hydrogeologischer Probleme. 1990 wurde Mironenko zum Korrespondierenden Mitglied der Akademie der Wissenschaften der UdSSR (AN-SSSR, seit 1991 Russische Akademie der Wissenschaften (RAN)) gewählt.
1997 gründete Mironenko und leitete dann die St. Petersburger Abteilung des Instituts für Geoökologie der RAN und das Interfakultätsforschungszentrum für Hydrogeoökologie der Universität St. Petersburg. Er war Vollmitglied der Russischen Akademie für Montanwissenschaften. Er war Mitglied der International Association of Hydrogeologists (IAH) und auswärtiges Mitglied des American Institute of Hydrology. Er arbeitete als Experte für die UNO. Er war Gastwissenschaftler im Internationalen Institut für angewandte Systemanalyse. Auch war er Experte für das Russisch-US-amerikanische Forschungszentrum für Grundwasserverschmutzung am Lawrence Berkeley National Laboratory und war Initiator der ersten sowjetisch-US-amerikanischen Konferenz über ökologische Probleme der Hydrosphäre. Er war Mitherausgeber der Zeitschriften für Geoökologie und für Wasserressourcen der RAN und der internationalen Zeitschriften Advances in Water Resources und Hydrogeological Journal der IAH. Er war Autor bzw. Mitautor einer Vielzahl von Veröffentlichungen.

## Ehrungen, Preise
- Preis für Wissenschaft und Technik der Regierung der Russischen Föderation (1999 als Mitglied des Spezialistenkollektivs des WNIMI) für die Entwicklung und Einführung der Methoden zur Kontrolle komplexer geomechanischer Erschließungsprozesse[3]
- Soros-Professor-Preisträger
- Sawarenski-Preis der RAN (2004 zusammen mit Wjatscheslaw Genijewitsch Rumynin) für die Monografie über Probleme der Hydrogeoökologie[1]